# Brodetto di Porto Recanati
Il brodetto di Porto Recanati è un piatto unico a base di pesce, tipico della cittadina marchigiana.
Del brodetto Porto Recanati detiene una delle quattro ricette storiche della gastronomia marchigiana, assieme a Fano, Ancona e San Benedetto del Tronto, fra le quali sembra sia la più antica, come testimonierebbe l'assenza del pomodoro. Nato dall'estro del cuoco Giovanni Velluti, titolare di uno dei più antichi chalet dell'epoca, questa variante portorecanatese risale ai primi del ‘900 e si impose ben presto alla tradizione gastronomica marinara della città.
Risale ad una pubblicazione del Touring Club Italiano del 1923 l'indicazione del “Brodetto Bianco che si prepara a sud del Monte Conero”; nell'articolo si nota che già da allora il brodetto veniva inviato già cotto a Milano; la variante portorecanatese prevede infatti l'assenza di pomodoro e l'aggiunta di zafferanella o zafferanone (zafferano selvatico del Conero) che dà al piatto un colorito giallognolo (occhiu de gallu), caratteristica comune anche alla provenzale bouillabaisse, in cui però entra il più nobile Crocus sativus.
Il colore giallo dell'intingolo secondo alcuni fa riferimento all'oro, nella tradizione cristiana emblema della santità e di riflesso della salubrità del piatto.
Al brodetto bianco di Porto Recanati è dedicata un'importante manifestazione, “La settimana del brodetto” che si svolge ogni anno nella prima settimana di giugno.

## Storia
Come in tutte le zone di mare, anche a Porto Recanati il brodetto nasce come piatto povero, nato dalla necessità di utilizzare anche il pescato meno richiesto dal mercato (a volte anche il ghiozzo, detto localmente guàtto), o quello che avanzava dalla vendita perché troppo piccolo, 
con acqua di mare e come condimento solamente un po' d'olio; per satollarsi non rimaneva che far ammorbidire nel "brodetto" le durissime gallette portate a bordo.

Col tempo il piatto è diventato sempre più raffinato. .

Il piatto necessita di almeno una decina di varietà di pesce tra seppia, merluzzo, gallinella (Mazzulina), palombo (Stèra), pesce prete ('Occa'in cà'u), scorfano (Scòrfenu), tracina (Ragnu), cicala (Pannocchia), coda di rospo (Rospu), sogliole (Sfòja), triglia (Rusciòlu), razza (Ràggia), pesce San Pietro (Sampietru).

## Preparazione
Far soffriggere in una grande casseruola a due manici in olio di oliva abbondante, la cipolla finemente affettata; aggiungere poi delle seppie precedentemente tagliate a pezzi, lasciarle insaporire e rosolare a fuoco lento, ricoprire poi le stesse di brodo di pesce ed aggiungere la zafferanella.
Aggiungere sale e pepe e portare a cottura sempre molto lentamente. In altra grande casseruola sistemare a strati i vari pesci (precedentemente infarinati) avendo cura di lasciare per ultimi quelli più teneri. Ad operazione ultimata versare tutto il brodetto precedentemente ottenuto con le seppie (già sistemate tra gli strati di pesce di cui sopra); aggiungere in parti eguali, acqua calda e vino bianco secco, regolare con sale e pepe e portare a cottura a fuoco allegro per 15/18 minuti circa.
Non toccare mai il pesce con mestoli o palette ma utilizzare i due manici della casseruola per smuovere di tanto in tanto il brodetto in cottura, evitando così di rompere i pesci. A cottura ultimata disporre delle fette di pane abbrustolito su appositi piatti, ricoprirle di pesce e versare la preparazione.